# Euphoria (software)
Euphoria è un motore fisico sviluppato dalla società inglese NaturalMotion, che sfrutta la tecnologia Dynamic Motion Synthesis per animare in tempo reale modelli antropomorfi tridimensionali. Anziché adoperare animazioni precalcolate o prodotte a partire da sessioni di Motion Capture, le azioni e le reazioni dei soggetti vengono sintetizzati simulando la presenza di un sistema motorio, secondo le regole della biomeccanica. Mentre è comune per i videogiochi moderni limitarsi ad utilizzare la tecnica ragdoll per le animazioni in tempo reale, Euphoria si avvale quindi di un metodo più complesso per animare oggetti all'interno dell'ambiente di gioco.
Euphoria supporta PlayStation 3, Xbox 360 e PC. Grand Theft Auto IV è il primo videogioco ad implementare questo motore fisico. Nel 2013 il software ha subito delle migliorie che hanno aumentato ulteriormente la verosimiglianza dei movimenti dei modelli poligonali. Questa versione migliorata è stata introdotta per la prima volta in Grand Theft Auto V.

## Giochi che utilizzano Euphoria
- Grand Theft Auto IV (2008)
- Pure (2008)
- Star Wars: Il potere della Forza (2008)
- Indiana Jones e il bastone dei re (2009)
- Grand Theft Auto: Episodes from Liberty City (2010)
- Red Dead Redemption (2010)
- Backbreaker (2010)
- Enslaved: Odyssey to the West (2010)
- Red Dead Redemption: Undead Nightmare (2010)
- Star Wars: Il potere della Forza II (2010)
- Bodycount (2011)
- Max Payne 3 (2012)
- Grand Theft Auto V (2013)
- Red Dead Redemption II (2018)